# Тушилово
Тушѝлово или Тошилово (на гръцки: Στάθης, Статис, до 1926 година Τοσίλοβο, катаревуса: Τοσίλοβον) е село в Егейска Македония, Гърция, част от дем Пеония в административна област Централна Македония.

## География
Селото е разположено на 185 m надморска височина, на 4 km източно от демовия център Гумендже (Гумениса) в източното подножие на планината Паяк (Пайко).

## История

### В Османската империя
В XIX век Тушилово е чисто българско село в Ениджевардарска каза на Османската империя. Църквата „Св. св. Петър и Павел“ е от втората половина на XIX век.
Селото признава върховенството на Българската екзархия. През май 1880 година са арестувани мухтарите на няколко енидженски села и от тях е изискано поръчителство, че са благонадеждни, което би могъл да даде само гръцкия митрополит. Така митрополит Йеротей Воденски успява да откаже от Екзархията селата Крива, Баровица, Църна река, Тушилово, Петрово, Бозец, Постол, Геракарци и Кониково.
На австро-унгарската военна карта селото е отбелязано като Тосилово (Тушилово) (Tossilovo (Tušilovo), на картата на Йоргос Кондоянис е отбелязано като Тосиловон (Τοσίλοβον), християнско село. Според Николаос Схинас („Οδοιπορικαί σημειώσεις Μακεδονίας, Ηπείρου, Νέας οροθετικής γραμμής και Θεσσαλίας“) в средата на 80-те години на XIX век Тусиловон (Τουσίλοβον) е село с 29 християнски семейства.
Според статистиката на Васил Кънчов („Македония. Етнография и статистика“) в 1900 година в Тушилово живеят 220 българи християни.
По-късно селото отново става екзархийско. По данни на секретаря на екзархията Димитър Мишев („La Macédoine et sa Population Chrétienne“) в 1905 година Тушилево (Touchilevo) има 320 българи екзархисти и в селото функционира българско училище. Към 1906-1907 година енорийски свещеник в Тушилово е Христо Янов.
По данни на Екзархията в 1910 година Тошилово има 49 семейства, 351 жители българи (83 чифлигари) и една черква.
Кукушкият околийски училищен инспектор Никола Хърлев пише през 1909 година:
| „ | Тошилово, 19 /III, 1 3/4 ч. от Либаово. 40 български екзархийски къщи: 6 чифлик, 34 свойщина; 5/8 от земята е свойщина, 3/8 бегова. Поминъкът е земеделие, бубарство и лозарство. Черквата отворена, няма никакви имоти. От Патриаршията отказано през 1898 г. Оттогаз редовно съществува и българско училище. Училището (вакъф) е двуетажно, с ниска изба, класна стая и стая квартира... Учител е Георги Пейков, родом от Гумендже, 61-годишен (обаче изглежда още здрав), вдовец, получил нещо като III класно образование по гръцки в Гумендже и Караферия, учителствува 38 години (7 години като патриаршист), получава 7 лири екзархийско пособие, от селото 4 лири; освен туй срещу длъжността му черковен певец имал право да отива събота и неделя вечер на госте по ред у всички селяне. Отлично е поставен в селото. | “ |

В 1909 година властите арестуват тушиловския поп Христо по обвинение, че пренася писма на Апостол войвода.
В 1910 година Халкиопулос пише, че в селото (Τοσίλοβον) има 195 екзархисти.
При избухването на Балканската война в 1912 година 11 души от Тушилово са доброволци в Македоно-одринското опълчение.

### В Гърция
По време на войната в селото влизат гръцки части, а след Междусъюзническата Тушилово попада в Гърция. В 1912 година е регистрирано като селище с християнска религия и „македонски“ език. Преброяването в 1913 година показва Тусиловон (Τουσίλοβον) като село със 190 мъже и 164 жени. Боривое Милоевич пише в 1921 година („Южна Македония“), че Тушилово има 42 къщи славяни християни.
Част от българските му жители се изселват в България. От 49 български семейства към 1912 година до 1928 година в България се изселват 18 семейства със 166 души и в селото остават 31 български семейства. Ликвидирани са 30 имота на жители, преселили се в България. В селото са заселени гърци бежанци от Понт. В 1928 година в селото е смесено местно-бежанско с 30 бежански семейства и 113 жители бежанци. От 414 души в 1940 година две трети са с местен произход.
В 1926 името на селото е променено на Статис.
Селото традиционно се занимава с производство на тютюн, пшеница и десертно грозде.
| Година    | 1913 | 1920 | 1928 | 1940 | 1951 | 1961 | 1971 | 1981 | 1991 | 2001 | 2011 | 2021 |
| --------- | ---- | ---- | ---- | ---- | ---- | ---- | ---- | ---- | ---- | ---- | ---- | ---- |
| Население | 354  | 349  | 309  | 414  | 389  | 434  | 454  | 465  | 436  | 411  | 398  | 316  |

## Личности
Родени в Тушилово
- Ангел Иванов Джоглев – Дамян (1924 – 1944), български партизанин[20]
- Божин Г. Трайнов (1875 – ?), македоно-одрински опълченец, четата на Ичко Димитров, четата на Иван Пальошев, Нестроева рота на 13 кукушка дружина[21]
- Иван Христов Гинчев – Андрея (1898 – 1944), български партизанин[20]
- Илчо Ив. Граматиков, македоно-одрински опълченец, 1 рота на 15 щипска дружина, Сборна партизанска рота на МОО[22]
- Ичко Пирков (1890 – ?), македоно-одрински опълченец, 2 гевгелийска чета, 1 рота на 15 щипска дружина, Сборна партизанска рота на МОО[23]
- Ичо А. Траянов (1876 – 1935), български революционер
- Мино Гонов Гончев (Мина Гонов Гайчев, 1891 – ?), македоно-одрински опълченец, 2 гевгелийска чета, четата на Ичко Димитров, 1 рота на 15 щипска дружина, носител на орден „За храброст“ IV степен[24]
- Мино Танов, български революционер от ВМОРО, четник на Аргир Манасиев[25]
- Пено Петренцев (Петрунцев, 1887 – ?), македоно-одрински опълченец, четата на Ичко Димитров, 4 рота на 15 щипска дружина, Сборна партизанска рота на МОО[26]
- Тано Бурдев (1884/1885 – ?), български революционер от ВМОРО
- Тано Гърков (Гърчов, 1885 – ?), македоно-одрински опълченец, четата на Ичко Димитров, 1 рота на 15 щипска дружина, Сборна партизанска рота на МОО, в гръцки плен до 20 ноември 1913 година[27]
- Тано Христов, македоно-одрински опълченец, 1 рота на 15 щипска дружина, Сборна партизанска рота на МОО, в гръцки плен до 20 ноември 1913 година[28]
- Филип Христов Гинчев - Гоце (р. 13. XII. 1900 г.), емигрант в Пловдив, тютюноработник, член на БКП, след Деветосептемврийския преврат работи в Народната милиция[29]
- Христо Атанасов, македоно-одрински опълченец, 1 отделна партизанска рота[30]
- Христо Иванов (1882 – ?), македоно-одрински опълченец, четата на Ичко Димитров[31]